# Bungeoppang
Bungeoppang ist ein koreanisches Gebäck in Form eines Fisches, dem japanischen Taiyaki ähnlich.
Sie werden mit einem Waffeleisen in Form eines Fisches gebacken. Der Teig wird in die fischförmige Gussform gegossen, Anko dazugegeben und dann erneut Teig darüber gegeben. Sie werden häufig an Straßenständen angeboten.
Auf Koreanisch bezeichnet bungeo (붕어) die Fischart Karausche und ppang (빵) bedeutet Brot. Alternativ wird das Gebäck auch Ingeoppang (deutsch Karpfenbrot) genannt, da ingeo (잉어) Karpfen bedeutet.